# Grete Kellenberger-Gujer
Grete Kellenberger-Gujer, nascuda Margaretha Gujer el 12 de novembre de 1919 a Rümlang i traspassada el 13 de març del 2011 a Bülach, fou una biòloga molecular suïssa coneguda pels seus descobriments sobre la recombinació genètica i el sistema de restricció-modificació de l'ADN. Va ser pionera en l'anàlisi genètica dels bacteriòfags i va contribuir al desenvolupament precoç de la biologia molecular.

## Biografia
Després d'obtenir la seva matura a la Töchterschule de Zuric, secció clàssica, Grete Gujer va estudiar química a l'Escola Politècnica de Zuric, on va conèixer Eduard Kellenberger, un estudiant de física. La parella es va casar el 1945 i el 1946 es va traslladar a Ginebra, on Eduard Kellenberger va iniciar la seva tesi doctoral sota la supervisió de Jean Weigle, catedràtic de física de la Facultat de Ciències de la Universitat de Ginebra. Grete Kellenberger va contribuir al desenvolupament de nous mètodes per preparar i analitzar mostres biològiques mitjançant un microscopi electrònic, una tècnica novedosa en aquell moment. Després que Jean Weigle marxés a l'Institut Tecnològic de Califòrnia el 1948, Grete Kellenberger va assumir un paper cada vegada més important en l'estudi del fag lambda i les seves mutacions a la Universitat de Ginebra. La seva col·laboració amb Jean Weigle, que tornava a Ginebra cada estiu,queda demostrada per una intensa correspondència regular, arxivada al Caltech.i per nombroses publicacions, El nou Institut de Biofísica es troba al soterrani de l'edifici de física, i als anys 60 es convertiria en l'Institut i després en Departament de Biologia Molecular de la Facultat de Ciències de la Universitat de Ginebra.
Va ser Grete Kellenberger qui va lliurar a Werner Arber, que va fer el seu doctorat entre 1954 i 1958, la base conceptual i les pràctiques per als seus futurs estudis sobre genètica dels bacteriòfags. Grete Kellenberger va publicar diversos articles amb Arber entre 1957 i 1966. En una carta del 27 de desembre de 1960 a Werner Arber, Grete Kellenberger comparteix els seus pensaments després d'un seminari del professor Lehman de la Universitat Stanford:
| « | Hi va haver un seminari d'un home anomenat [] Lehman de Stanford sobre els ADNs intracel·lulars de Coli, que us haria interessat molt, i crec que és allà on hem de considerar els fenòmens que estudieu. Fins i tot sacrificar 3 mesos no és res, cal planificar almenys 3 anys! no us capfiqueu per això. […] Crec que, amb els rajos UV, probablement fem punts d'atac i després això continua un temps [sota l'acció dels ADNs], de manera que en grans dosis es destrueix gairebé tot perquè els trossos entre els punts d'atac són cada cop més curts. Per a P1 seria una cosa semblant, hi hauria una ADNsa P1 que pot atacar ADN ordinari (bacteris lambda i Hfr, per exemple), però també hi hauria un enzim P1 que faria un altre tipus d'ADN resistent. […] És difícil abordar-ho sense química. | » |

La principal contribució científica de Grete Kellenberger és el descobriment que demostra que la recombinació es deu a un intercanvi físic d'ADN, més que a una replicació selectiva. Un article sobre aquest tema escrit per Grete Kellenberger, Maria Ludovica Zichichi i Jean Weigle va ser publicat al mateix número de la revista Proceedings of the National Academy of Sciences (PNAS) que l'article de Meselson i Weigle sobre el tema.
Maria Ludovica Zichichi va treballar amb Grete Kellenberger entre 1960 i 1962 i la seva col·laboració va donar lloc a cinc publicacions.

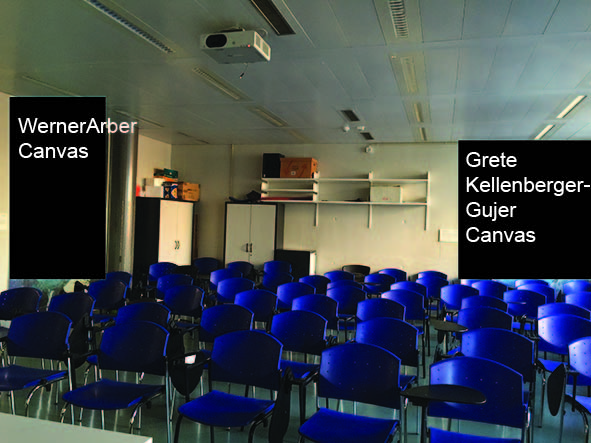
Sala de Seminaris Departament de Biologia Molecular (teles velades)

El 1965, Grete Kellenberger, el seu marit Eduard Kellenberger i membres del seu equip de recerca van marxar cap a Manhattan (Kansas) durant un any sabàtic.A la Universitat Estatal de Kansas, treballà al costat de l'estudiant de doctorat Ulrich Laemmli en el fag T4. Durant aquest any, Eduard Kellenberger tornà a Suïssa sense la seva dona, i ambdós es divorciaren el 1967. Grete Kellenberger-Gujer continuà treballant a Kansas, i després acceptà una feina d'investigadora independent al laboratori de Lucien Caro, al Laboratori Nacional d'Oak Ridge, a l'estat de Tennessee. El 1971, Grete Kellenberger-Gujer va tornar a Ginebra, i va treballar al grup de Lucien Caro, al departament de biologia molecular, fins al 1980, any en què es va jubilar. En el període 1971-1975, Grete Kellenberger-Gujer va treballar al costat de Douglas Berg, amb qui va compartir interès per l'anàlisi genètica dels bacteriòfags i del plasmidi lambda dv, del qual va publicar tres articles amb Berg.

## Premis i reconeixements
El 1979, la Facultat de Medicina de la Universitat de Ginebra va concedir a Grete Kellenberger-Gujer el Premi Internacional Nessim-Habif. Es va discutir un doctorat honoris causa per a Grete-Kellenberger a la Universitat de Ginebra, però mai no li fou atorgat.
El 2009, l'estudi Roger Pfund va crear tres retrats de Grete Kellenberger-Gujer i els va mostrar com a part d'una exposició que commemorava persones representatives de la Universitat de Ginebra en el marc del 450è aniversari de la universitat. El retrat de Grete està penjat des del 2010 a la sala de seminaris del Departament de Biologia Molecular de la Universitat, davant del retrat de Werner Arber.